# Acqua & Sapone

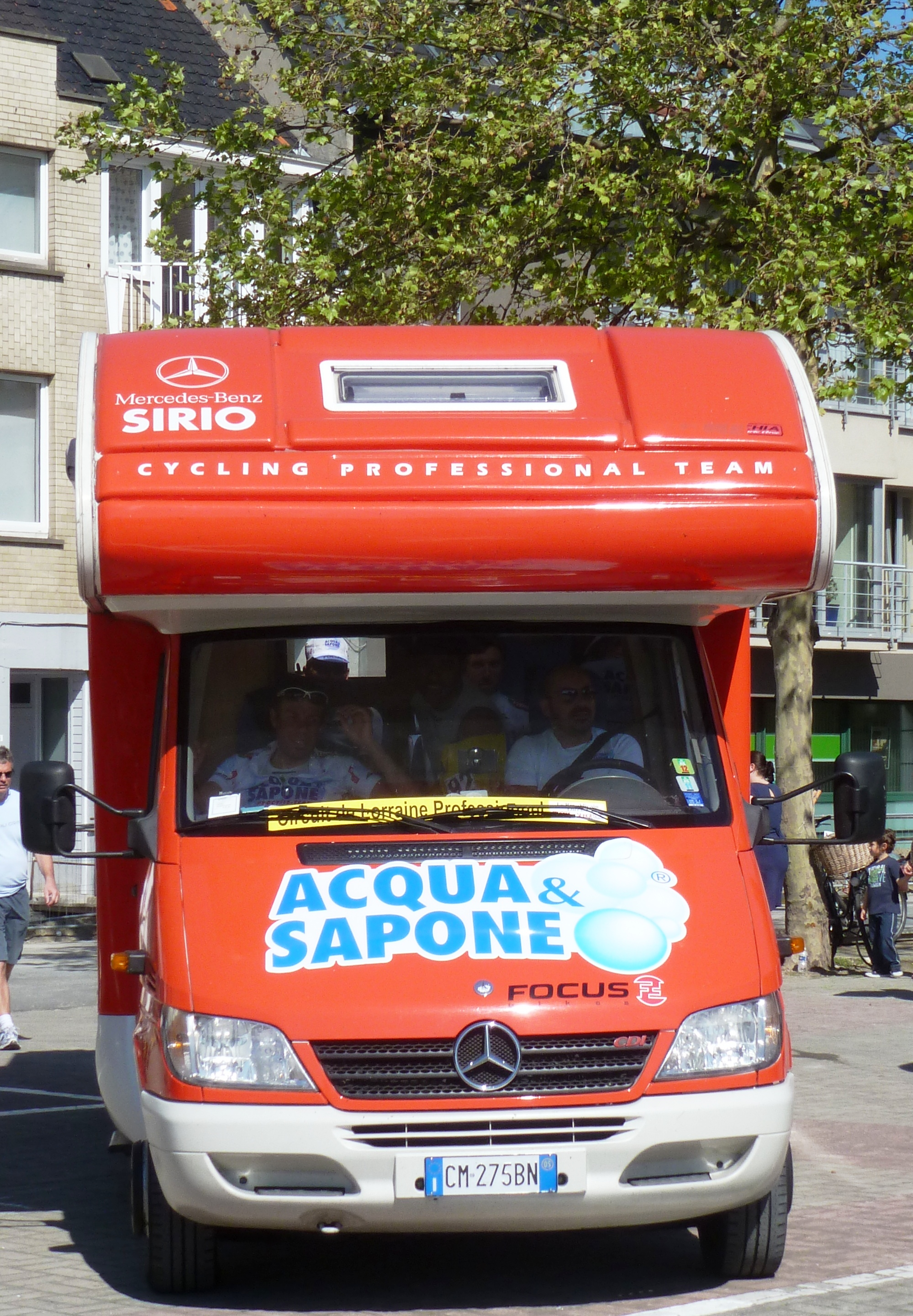
Vehicle de l'equip al 2012

Acqua & Sapone (codi UCI: ASA) era un equip ciclista italià de ciclisme en ruta. Tenia categoria d'equip continental professional, per la qual cosa podia disputar les proves dels circuits continentals de ciclisme, alhora que podia ser convidat per prendre part en les curses del ProTour.

## Història
Acqua & Sapone, anteriorment ja havia patrocinat l'equip Cantina Tollo amb els noms de Cantina Tollo-Acqua & Sapone pel 2001, i Acqua & Sapone-Cantina Tollo pel 2002.
Acqua & Sapone tornà a patrocinar un nou equip el 2004, novament dirigit per Palmiro Masciarelli. Algun dels antics ciclistes de l'Acqua & Sapone-Cantina Tollo en formen part. L'únic ciclista amb reconegut prestigi en l'equip era Bo Hamburger, antic vencedor de la Fletxa Valona, que s'envolta de ciclistes amb experiència com ara l'esprintador Fred Rodriguez o Andrea Ferrigato.
El 2005 passa a formar part dels equip Continentals Pro, amb la instauració del UCI ProTour.
El setembre de 2012, l'empresa Acqua & Sapone va retirar el seu patrocini i l'equip es va dissoldre a finals d'any.

## Principals resultats

### Curses per etapes
- Tirrena-Adriàtica: 2010 (Stefano Garzelli)

### A les grans voltes
- Giro d'Itàlia
  - 5 participacions (2004, 2007, 2009, 2010, 2011)
  - 4 victòries d'etapa al Giro d'Itàlia: 
    - 1 el 2004: Fred Rodriguez
    - 2 el 2007: Stefano Garzelli (2)
    - 1 el 2010: Stefano Garzelli

  - 2 classificacions secundàries:
    - Gran Premi de la muntanya: 2009 i 2011 (Stefano Garzelli)
    - Premi de la Combativitat: 2011 (Stefano Garzelli)

### Campionats nacionals
- Campionat de Belarús en ruta: 2006 (Kanstantsín Siutsou) i 2007 (Branislau Samòilau)
- Campionat de Belarús en contrarellotge: 2007 i 2008 (Andrei Kunitski)
- Campionat de Croàcia en ruta: 2012 (Vladimir Miholjević)
- Campionat de Croàcia en contrarellotge: 2012 (Vladimir Miholjević)
- Campionat dels Estats Units en ruta: 2004 (Fred Rodriguez)
- Campionat de la República Txeca en ruta: 2004 (Ondřej Sosenka)
- Campionat de la República Txeca en contrarellotge: 2005 i 2006 (Ondřej Sosenka)
- Campionat de Tunísia en ruta: 2010 (Rafaâ Chtioui)

## Classificacions UCI

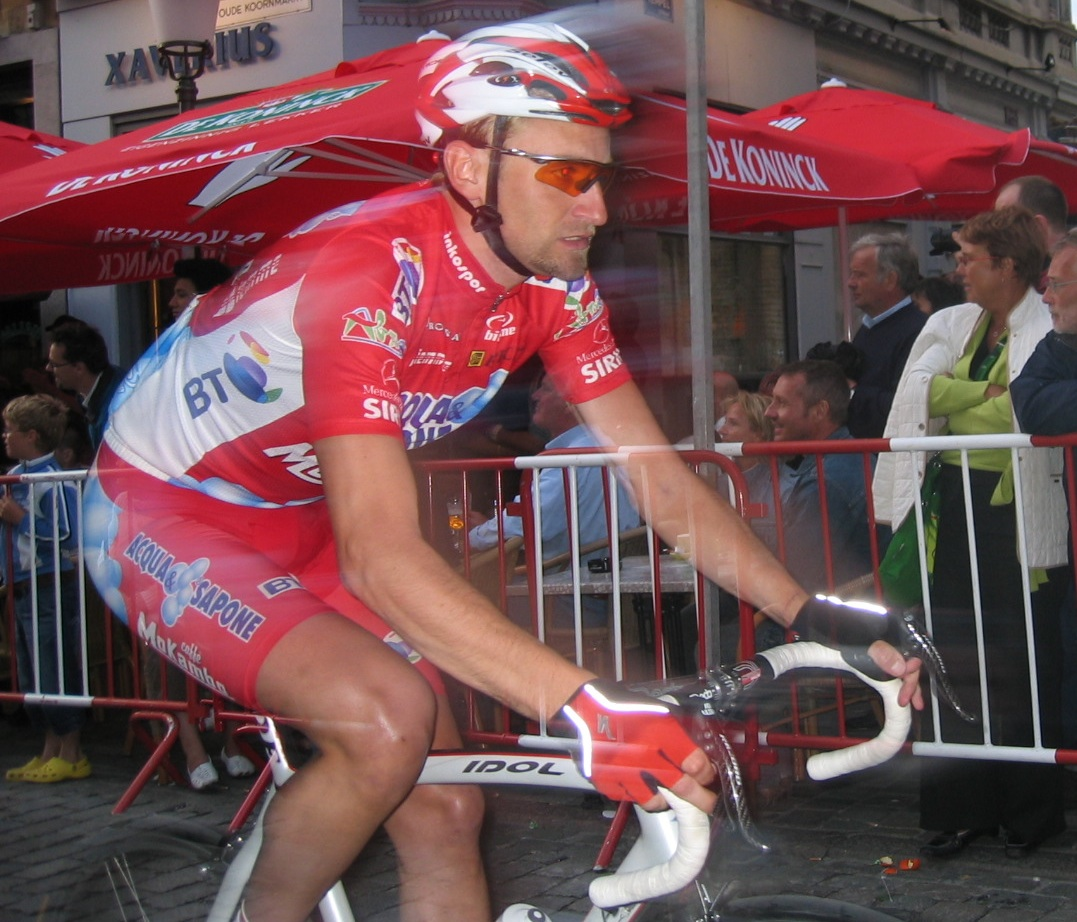
Frank Vandenbroucke

El 2004, l'equip estarà considerat GSII, la segona categoria dels equips professionals.
| Temporada | Classificació per equips | Millor ciclista en la classificació individual |
| --------- | ------------------------ | ---------------------------------------------- |
| 2004      | 3r (GSII)                | Rinaldo Nocentini (104è)                       |

Després del 2005, l'equip participa en les proves dels circuits continentals, en particular de l'UCI Europa Tour.
UCI Àfrica Tour
| Temporada | Classificació per equips | Millor ciclista en la classificació individual |
| --------- | ------------------------ | ---------------------------------------------- |
| 2010      | 8è                       | Rafaâ Chtioui (36è)                            |

UCI Àsia Tour
| Temporada | Classificació per equips | Millor ciclista en la classificació individual |
| --------- | ------------------------ | ---------------------------------------------- |
| 2005      | 23è                      | Denis Bertolini (83è)                          |
| 2007      | 17è                      | Francesco Masciarelli (28è)                    |

UCI Europa Tour
| Temporada | Classificació per equips | Millor ciclista en la classificació individual |
| --------- | ------------------------ | ---------------------------------------------- |
| 2005      | 12è                      | Ruggero Marzoli (4t)                           |
| 2006      | 1r                       | Rinaldo Nocentini (3r)                         |
| 2007      | 19è                      | Giuseppe Palumbo (92è)                         |
| 2008      | 1r                       | Stefano Garzelli (2n)                          |
| 2009      | 13è                      | Luca Paolini (7è)                              |
| 2010      | 26è                      | Luca Paolini (19è)                             |
| 2011      | 20è                      | Fabio Taborre (23è)                            |
| 2012      | 3r                       | Danilo Di Luca (5è)                            |

El 2009 la classificació del ProTour és substituïda pel Calendari mundial UCI que integra equips ProTour i equips continentals professionals
| Temporada | Classificació per equips | Millor ciclista en la classificació individual |
| --------- | ------------------------ | ---------------------------------------------- |
| 2009      | 15è                      | Stefano Garzelli (26è)                         |
| 2010      | 23è                      | Stefano Garzelli (38è)                         |